# Bangala (peuple)
Pour les articles homonymes, voir Bangala (homonymie).
 (juin 2012).
Les Bangala (singulier : Mongala) sont un ensemble de peuples  bordant le fleuve Congo (ex-Equateur et ex-Haut-Congo) et ses régions limitrophes dans le bassin du fleuve Congo, situés dans 5 pays. Ce groupe linguistique est composé de diverses ethnies parlant à l'origine diverses langues, c’est-à-dire des langues bantoues,  soudaniques et oubanguiennes,,.
Quelques ethnies : Bobangi, Ngombe, Kouyous, Mbosi, Poto, Doko, Mondunga, Mangbetu, Zande, Lese, Gbenza, Bozoki, Ngbandi, Lendu, Lugbara, Ngbaka, Mbanza, Monzomba, Mwe, Libinza, Budja etc. 
« Avant l'occupation européenne, on ne parlait ni de la tribu ni de l'ethnie Bangala en Afrique centrale. Mais à partir de 1877, les Européens ont appris de la plume de Henry Morton Stanley, l'existence d'un peuple belliqueux appelé Bangala, occupant les bords du fleuve entre Lisala et Mbandaka. Ce sont les mêmes Blancs qui ont imposé cette nouvelle identité à un grand nombre de peuples, auxquels lesdits Bangala étaient unis culturellement et administrativement. Cette nouvelle identité, puissamment appuyée par la langue, le lingala, a finalement été acceptée par les natifs et s'est maintenue jusqu'à ce jour, malgré son caractère mouvant. » — Mumbanza Mwa Bawele
« Ainsi, il y eut d'abord, c'est-à-dire à partir de 1877, "Bangala" comme ethnonyme imaginaire, c'est-à-dire le nom Stanley et les Européens après lui continuèrent à l'utiliser de manière erronée mais déterminée pour désigner les populations vivant autour du méandre nord-ouest du fleuve ; deuxièmement, il y avait « Bangala-Station », le nom de la station fondée par les occupants coloniaux en 1884 et du nom du groupe ethnique présumé qui y vivait ; et maintenant, dans cette seconde moitié des années 1880, « Bangala » devient également un nom de langue, faisant référence au pidgin Bobangi importé à la gare et imposé là-bas. » — Michael Meeuwis
« Par le fait de l'expansion coloniale qui déploie son assise administrative et économique sur tout le territoire de l'État Indépendant du Congo, le continuum bobangi, déjà et pas encore le lingála, rencontre d'autres langues locales, nombreuses et, elles aussi, fort variées et diversifiées.

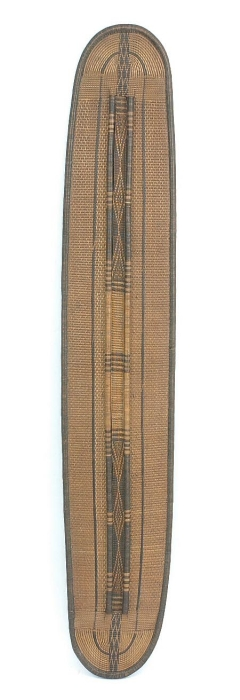
Bouclier bangala Tropenmuseum.

L'impact de cette influence sur la langue en instance de naissance ne sera pas moindre parce qu'il s'agit, pour une part, d'une question de survie pour les populations mises par les aléas de l'histoire devant l'obligation d'obéir au maître et souverain colonisateur. Tous, peu ou prou, doivent apprendre et parler la langue que le maître impose.
Edema cite un cas précis de cette situation de contrainte : « Forcés par l'histoire coloniale à partager une langue qui n'était pas leur langue première, à savoir le lingála, les habitants de l'Uele [nord-est du Congo, près du Sud-Soudan] ont forgé une langue qui ne respecte pas plus les règles du lingála que celles de leurs propres langues ». Il s'agit, d'après Edema, du bangála, « longtemps ignoré du public scientifique, au mieux considéré comme un dialecte du lingála». » — Philippe Nzoimbengene
Traduction : « Les habitants des régions du haut du fleuve sont souvent appelés collectivement Bangala, bien que le lingala ne soit la véritable langue d'aucun de ces groupes ethniques. » — Yolanda Covington-Ward
N. B. :Les Ngombe parlent le lingombe qui est l'ancêtre lointain du lingala,
, les Bobangis le bobangi, les Zandés le zandé, les Ngbandis parlent le  ngbandi, les Kouyous parlent le kouyou, etc.
« The term Bangala gradually became identified with an embryonic nationality feeling among urbanized Africans of diverse tribal origins. » — René Lemarchand
Les ethnologues regroupent ou assimilent parfois les différentes ethnies du haut du fleuve car celles-ci partagent un  style de vie et une langue véhiculaire commune, le lingala, celles situées au Nord-est de la RDC ont pour langue véhiculaire le bangala. Les populations Kinoise et Brazzavilloise quant à elles désignent souvent ces peuples du haut du fleuve sous le nom de Bangala. Cependant, les différences linguistiques et culturelles entre ces peuples du haut du fleuve demeurent et sont bien distinctes. Malgré cela, des personnes issues de ces ethnies s'identifient en premier au groupe linguistique Ngala ensuite à leur ethnie et à leur village. Le groupe linguistique Bangala a une grande importance sur le plan politique, lors de la Crise congolaise par exemple,,,,,,,,,.

## République démocratique du Congo
En République démocratique du Congo les ethnies identifiées au groupe linguistique  Ngala :
- les Ngombe ;
- les Babenza ;
- les lobala;
- les likoka;
- les MWe;
- les boba;
- les bobo;
- les likau;
- les kunda;
- les boa(pakabete)
- les bapoto;
- les libinza;
- les makutu;
- les bobangi;
- les ngbaka;
- les mbanza;
- les Ngbandi
- les genza;
- les Libinza ;
- les Mbuza ;
- les Babenza ;
- les Boa ;
- les Mbanza ;
- les Bobangi ;
- les Libinza ;

## Centrafrique
En Centrafrique les ethnies identifiées au grand groupe linguistique Ngala :
- les Zandé ;
- les Ngbaka ;
- les Ngbandi ;
- Etc.

## Sud Soudan
Au Sud Soudan les ethnies identifiées au groupe linguistique  Ngala :
- les Zande ;
- les Lugbara

## Ouganda
En Ouganda les ethnies identifiées au groupe linguistique Ngala :
- les Lese ;
- les  Lendu ;
- les Lugbara ;

## République du Congo
En république du Congo, les ethnies identifiées au groupe linguistique Ngala :
- les M'bochi ;
- les Kouyou ;
- les Makoua ;
- les Bobangui ;
- les Bomitaba ;
- les Likouba ;
- etc.

## Appellation
Selon les sources et le contexte, on peut rencontrer différentes variantes de l'ethnonyme : Bamangala, Bangalas, Mangara, Mongalla, Ngala ou Wangala.

## Langues
Deux langues véhiculaires, le lingala puis le bangala parlée au Nord-est de la RDC, dont le nombre de locuteurs a été estimé à 3 500 000 en 1991.

## Personnalités

### Politique
- Mobutu Sese Seko ,(1930-1997) politicien congolais et président du Zaïre (1965-1997)
- Jean-Lucien Bussa , personnalité politique, ministre dans les gouvernements Tshibala, Ilunga et Lukonde (2017-a present)
- Jean-Pierre Bemba , personnalité politique et ancien vice-président de la RDC
- Gentiny Ngobila , personnalité politique et actuel gouverneur de la ville de Kinshasa
- Justin Bomboko ,(1928-2014) personnalité politique, il fut le tout premier ministre des affaires étrangères du Congo indépendant et ancien premier ministre de la RDC
- Kengo wa Dondo , personnalité politique et ancien président du sénat de la RDC
- Jean Bolikango , (1909-1982) personnalité politique de la RDC et l’un des pères de l’indépendance du pays
- Michel Bongongo , professeur, homme politique et ancien premier ministre de la RDC
- José Endundo Bononge , homme politique congolais et ancien ministre de la RDC
- José Makila Sumanda , homme politique congolais et ancien gouverneur de la province de l’Equateur
- Adam Bombole Intole , homme politique congolais
- Jacques Djoli , professeur d’universités et homme politique congolais
- Louis Koyagialo , (1947-2014) homme politique de la RDC et ancien gouverneur de la province du Katanga et de la province de l’Equateur
- Marcel Lihau , (1930-1999) professeur d’université, avocat, juge et homme politique congolais
- Honoré Ngbanda , homme politique et ancien ministre congolais de La Défense à l'époque de Mobutu

### Sports
- Florent Ibenge, sélectionneur et entraîneur congolais de football
- Lomana LuaLua, footballeur professionnel et ancien international de la RDC
- Yannick Bolasie, footballeur professionnel et international de la RDC
- Dieumerci Mbokani, footballeur professionnel et international de la RDC
- Gladys Bokese, footballeur professionnel et ancien international de l’équipe nationale de la RDC
- Serge Lofo Bongeli, ancien footballeur international de l’équipe nationale de la RDC
- Jordan Botaka, joueur professionnel et international de l’équipe nationale de la RDC
- Jordan Ikoko, joueur professionnel et international de la RDC
- Jérémy Bokila, joueur professionnel et international de la RDC
- Charles Pickel, joueur professionnel et international de la RDC
- Theo Bongonda, joueur professionnel et international de la RDC
- Kris Tofara Evradjo, dit "Ndovu", combattant MMA

### Arts et cultures
- Alfred Liyolo (1943-2019), professeur et sculpteur congolais
- Mamie Ilela, journaliste et présentatrice télé congolaise
- Paul Mobolama (1950-2020), homme politique congolais
- Eketebi premier gouverneurs noir de l'ancienne province de l'équateur, etc.
- Likinga Mangenza musicien congolais ancien membre cofondateur du groupe Zaïko langa langa, etc..
- Fally Ipupa musicien Congolais auteur -compositeur- interprète- danseur et producteur, etc.

### Religion et Spiritualité
- Frédéric Etsou (1930-2007), archevêque de Kinshasa et cardinal de la RDC
- Fridolin Ambongo, archevêque de Kinshasa et cardinal de la RDC

### République du Congo
- Denis Sassou-Nguesso, personnalité politique du Congo et président de la République du Congo
- Joachim Yhombi-Opango (1939-2020), homme politique et ancien président du Congo
- Denis Christel Sassou Nguesso homme politique congolais
- Roga-Roga, artiste musicien, guitariste et auteur-compositeur congolais

### Centrafrique
- Barthélemy Boganda (1910-1959), politique centrafricain
- Abel Goumba (1926-2009), homme politique centrafricain, ancien vice-président et premier ministre centrafricain
- Célestin Gaombalet (1942-2017), homme politique centrafricain et ancien président de l’assemblée nationale
- François Bozize, homme politique centrafricain et ancien président de la République centrafricaine